# Łoździeje (gmina)
Łoździeje – dawna gmina wiejska istniejąca na przełomie XIX i XX wieku w guberni suwalskiej. Siedzibą władz gminy były Łoździeje (lit. Lazdijai).
Gmina Łoździeje powstała za Królestwa Polskiego – 31 maja 1870 w powiecie sejneńskim w guberni suwalskiej z obszaru pozbawionych praw miejskich  Łoździei. 
Po odzyskaniu niepodległości przez Polskę i Litwę powiat sejneński został w 1919 roku przedzielony granicą, w związku z czym obszar gminy Łoździeje znalazł się w państwie litewskim.